# 托马斯·霍布斯
托马斯·霍布斯（英語：Thomas Hobbes，1588年4月5日—1679年12月4日），是英国的政治哲學家，現代自由主義政治哲學體系的奠基者。他也创立了机械唯物主义的完整体系，认为宇宙是所有机械地运动着的广延物体的总和。他提出“自然状态”和国家起源说，认为国家是人们为了遵守“自然法”而订立契约所形成的，是一部人造的机器人，当君主可以履行该契约所约定的保证人民安全的职责时，人民应该对君主完全忠诚。他于1651年所出版的《利维坦》一书，为之後所有的西方政治哲學發展奠定根基。霍布斯的思想对其后的孟德斯鳩和让-雅克·卢梭有深刻影响，但同时，他的社會契約論与絕對君主制相較又有其独特性。
雖然霍布斯最知名的是有關政治哲學的著作，但亦也有許多其他主題的著作，涵蓋了歷史、几何学、伦理学、物理学、神學及法學。除此之外，霍布斯認為人性的行為都是出於自私（self-centred）的，這也成為哲學人類學研究的重要理論。

## 生平

### 早年生涯和教育
霍布斯1588年4月5日生於英格兰威爾特郡的馬姆斯伯里 。他母親因聽聞西班牙無敵艦隊將入侵英格蘭的驚嚇而早產，日後霍布斯常說：我母親生了雙胞胎，我的孿生兄弟是恐懼。而他的一生也確實是在社會局勢動盪不安恐懼氛圍中渡過的。 他父親因與不是自己小教區的牧師打鬥，被迫逃到倫敦，並將三名子女都寄託給他哥哥法蘭西斯照顧。霍布斯從四歲開始在馬姆斯伯里的教堂接受教育，接著他前往私人學校就讀，由一名自牛津大学畢業的年輕人羅伯·拉蒂默教導。霍布斯是一名天賦極佳的學生，在大約1603年時他被送至牛津大學莫德林學院就讀。當時莫德林學院的校長是嚴格的清教徒John Wilkinson，年輕的霍布斯也受了他的影響。
在大學裡，霍布斯依然沿著自己的規劃學習；他很少被其他正規的學校課程所吸引。他直到1608年才取得了學位，但在這段期間中他曾經由院長James Hussee爵士的推薦，擔任哈德威克男爵卡文迪許之子威廉的家庭教師（亦即後來的德文郡公爵），霍布斯一生中和這一家族的緊密關係也因此展開。
1610年霍布斯陪伴威廉在成年前的大旅遊遊遍歐洲大陸，因此有機會將他在牛津所接受的经院哲学教育與歐洲大陸具批判性的科學研究方式相比較。  這次大旅遊，不僅接觸到克卜勒1609年出版的新天文學提出的行星橢圓形的運動軌跡日心說模型，同時，也讀到伽利略1610年3月出版的星際信使，記述了利用望遠鏡觀測到月球表面、金星的盈虧、木星的衛星、星座及銀河等細節製圖，使他的眼界大開。
回國後，威廉當選為議會的議員，霍布斯成了他的秘書，因而結識了英國詩人和劇作家本·琼生及當時在詹姆斯一世繼位後仕途正走紅的法蘭西斯·培根。
1621年，培根因欠債及受賄，不准再從事公職，退隱從事著述，這段期間，霍布斯當他的秘書受到了培根哲學思想的啟發，這時霍布斯的興趣是文學，研究古希臘和拉丁文的著作。  1628年，議會起草权利请愿书----沒有下議院的同意不可以徵稅、沒有正當的程序不可監禁人民、軍隊不可紮營在人民房舍及和平時期不可宣布戒嚴。
霍布斯經過十餘年的努力，將修昔底德希臘文的伯羅奔尼撒戰爭史翻譯為英文，他有意的選在此時出版想要顯示民主政體諸種弊害，藉此表達對王室絕對權力的支持。 (注 : 他此時三十九歲，對利維坦的絕對君主權力的概念還未成形，還沒有自己圓融的哲學思想，只是隱約不習慣下議院具有「草根性」新教議員的「民主運作方式」)
這本书翻譯的時程很長----也正好對比詹姆斯一世統治期間爆發1605年的火藥陰謀以及基層新教信仰的擴張，下議院的選出的新教代表的“草根性及鬥爭性”攪動了政治、社會上的秩序，1603年詹姆斯一世繼承英格蘭王位初期曾說：「下議院是具無腦的軀體。成員們以紊亂的舉止表達他們的意見；在他們的會議中除了哭聲、喊聲和混亂，甚麼都聽不見。我感到驚訝的是我的祖先居然曾經允許這樣一個機構的存在」。
( " The House of Commons is a body without a head. The members give their opinion in a disorderly manner; at their meetings nothing is heard but cries, shouts and confusion. I am surprised that my ancestors should ever have permitted such an institution to come into existence.")
霍布斯意識到希臘式的民主政府是有缺陷的，不僅無法贏得戰爭，也無法維持社會的穩定，他認為民主制度並不可取（注: 那時君權神授說是主流思想），「議會」只是一個國王樞密院附屬的下級機構，「議會」的主要權力是在上議院，但是具備“草根性及鬥爭性”的「下議院」興起的趨勢正在成形。
虽然霍布斯曾担任弗兰西斯·培根的秘书，并和當時曾與一些文藝人士如本·琼森交往甚密，但他在1629年之后才开始扩展自己的哲学研究领域。他的贊助人—德文郡伯爵卡文迪許在1628年6月以三十五歲壯年據說因過度放縱(over-indulgence)去世，伯爵夫人不再僱請他。
不過霍布斯很快又找到擔任喬維斯·克利夫頓爵士（Gervase Clifton）之子的家庭教師的工作。霍布斯為了這份工作一直到1631年卡文迪許家族又再次僱請他，不過這次教導的對象改為威廉之子了。接下來七年裡霍布斯在教學的同時也不斷拓展自己的哲學知識，思考一些主要的哲學辯論問題。他在1636年前往佛羅倫斯旅行，並在巴黎加入了马兰·梅森等人的哲學辯論團體。

### 在巴黎
霍布斯最初有興趣的研究領域是物體的運動原理，儘管他對這一現象有高度興趣，但他卻不屑以物理学的實驗方式進行研究。他自行構想出了一套物理運行的原理，並且終身都在研究這套虛擬的原理。他首先寫下了幾篇論文闡述這套原理的架構，證明其原理在物理現象的運動上都是可以解釋的—至少在運動或機械運行上可以解釋。接著他將人類與自然界分隔開來，在另一篇論文裡顯示了哪些肉體的運動會牽涉到特殊的知覺現象、知識、和感情，以此證明人類的特殊之處。最後他在總結的論文裡闡述人類如何形成和參與社會，並主張社會應該避免人們退回「野蠻而不幸」的原始狀態。因此他主張肉體、人、和國家這三者的現象應該要被一起研究。
霍布斯在1637年回到了祖國英國，當時英國的政治和社會局勢動盪不安，霍布斯也無法再專心的進行哲學的研究了。不過，在他回到英國的最初幾年裡所寫下的論文集The Elements of Law裡，清楚顯示了當時他的政治思想還沒有被大幅改變，一直要到1640年代英國內戰爆發為止。
1640年11月，英國長期國會取代了短期國會，國會與國王間的衝突迅速惡化，霍布斯覺得他的著作可能會招致政治的迫害，因此很快便逃至巴黎，在接下來11年內都沒有再返回英國。在巴黎他重新加入了马兰·梅森的辯論團體，同時期他也寫下了一篇對於笛卡尔《形而上學的沉思》一書的批評。
他也逐漸回復原先的研究工作，開始撰寫研究的第三部分《论公民》，並在1641年11月撰寫完畢。雖然他最初只打算私下傳閱，但這本書最後仍廣泛流傳。他接著重新著手研究的前兩個部分，將大部分時間都花在研究上，那幾年裡他除了一篇有關光學的短文（1644）外便很少發表其他作品。他在哲學界建立起了良好的名聲，並在1645年和笛卡尔等人一同被選出以調解有關化圓為方的學術爭議。

### 英國內戰
英國內戰在1642年爆發，當保王派的局面於1644年中旬開始惡化後，許多國王的支持者開始流亡歐洲。當中許多逃至巴黎的人都與霍布斯相識，這使得霍布斯開始對政治產生興趣，同時他的《论公民》一書也重新發行並且廣泛留傳。
在1647年的一次偶然機會裡，霍布斯成為了威爾斯親王查理斯的數學教師，當時查理斯正於7月左右前往澤西島旅行。兩人的師徒關係一直維持到1648年查理斯前往荷蘭為止。
在許多流亡的英國保王派同鄉的影響下，霍布斯決定撰寫一本書以闡述政府的重要性和政治混亂所造成的戰爭。全書架構是根基於1640年所寫的一篇未發表的論文上。在霍布斯看來，國家就像一個偉大的巨人或怪物（利維坦）一般，它的身體由所有的人民所組成，它的生命則起源於人們對於一個公民政府的需求，否則社會便會陷入因人性求生本能而不斷動亂的原始狀態。全書以一篇「回顧與總結」作終，霍布斯總結道人民無論如何都不能違背與國家簽下的社會契約，然而，霍布斯也討論到了當利維坦無法再保護其人民時，這個社會契約便會等於無效。由於當時英國的局勢縱容對於宗教教條的批判，霍布斯的理論也因此更無所忌諱。利維坦的初版名為Elementa philosophica de cive。
在撰寫利維坦的期間霍布斯一直留在巴黎。1647年霍布斯染上了一場大病，使他臥倒在床長達6個月。在病況恢復後他又再度開始撰寫，並保持穩定的進度直到將近1650年才完成全書，同時也將許多他之前的拉丁文作品翻譯至英文。1650年，在等待利維坦出版的期間，他允許出版商將許多他早期的論文分為兩本小冊子出版。在1651年他又出版了他所翻譯的《论公民》。利維坦的印刷工作花費了不少時間，最後終於在1651年中旬上市，當時的書名是《利維坦，或教會國家和市民國家的實質、形式和權力》，初版的封面卷頭插畫（見下圖）也非常知名，描繪出一個戴著王冠的利維坦巨人，一手持劍、一手持仗，巨人的身體則由無數的人民所構成。
這本書剛出版便造成了轟動。很快的霍布斯便接到了大量的讚美和批評，遠遠超出當時所有其他的思想家。不過，這本書的出版卻迅速使他與其他逃亡的保王派關係決裂，迫使他不得不向革命派的英國政府求取保護。當時保王派試圖殺掉他，因為書中的現實主義內容不但震怒了信仰聖公會的保王派、也震怒了信仰天主教的法國人。霍布斯逃回了英國，在1651年冬天抵達倫敦。在他向革命派政府表示歸順後，他被允許在倫敦的福特巷過著隱居的生活。

### 利维坦

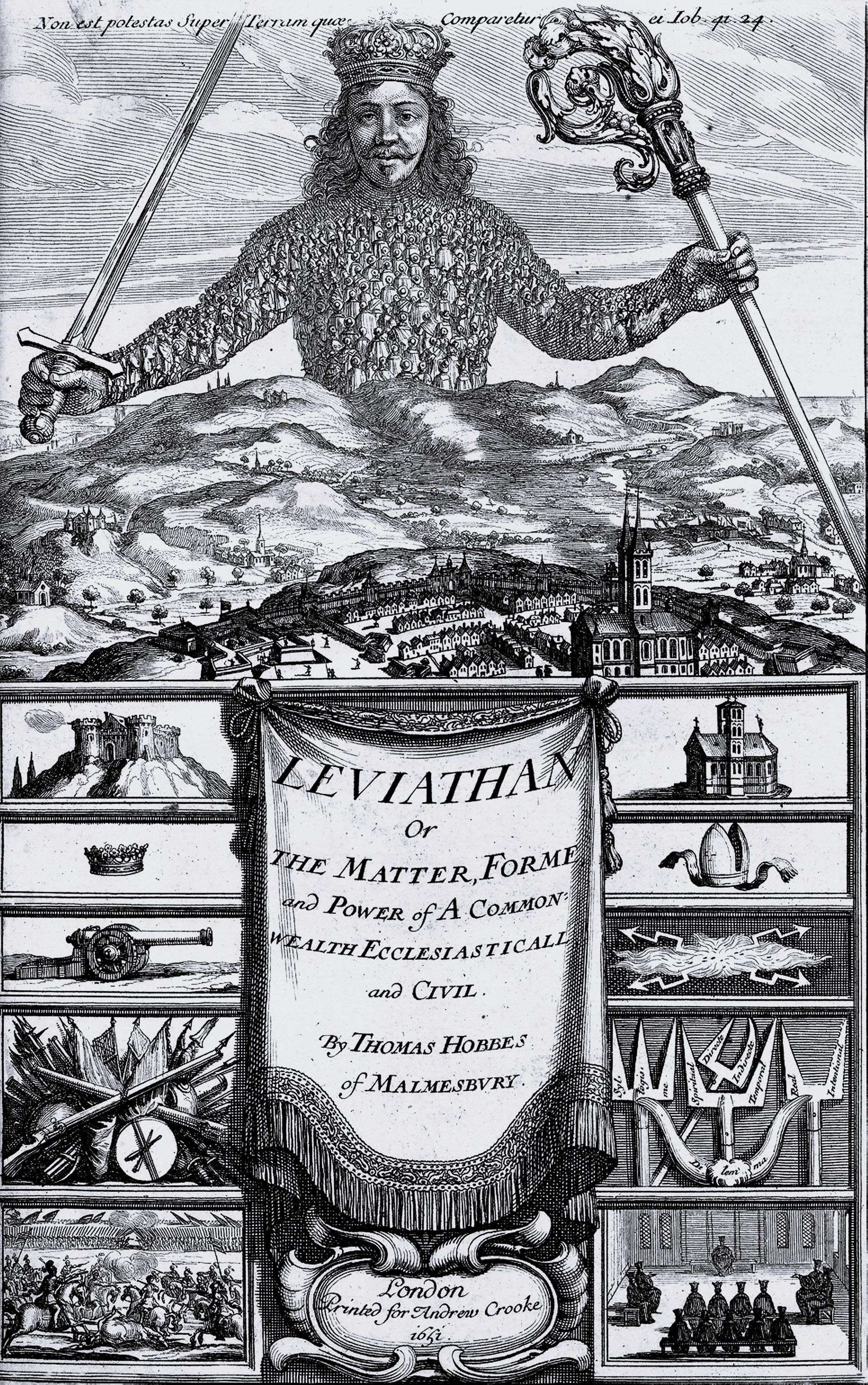
《利維坦》的封面卷頭插畫

《利維坦》（或譯為《巨靈論》）（Leviathan）一書寫於英國內戰之時。此書分為三部份，霍布斯藉此阐述了他对个人、社會、政府、法律和宗教等的論述，并重点论述了他关于社会基礎與政府合法性的看法。在第一部分中，霍布斯阐述了他的唯物论的哲学观，为后两部的展开做了理论准备。第二部分为他的政府和法律论，也是他著作最为后人看重的部分。第三部分主要是宗教论，否定了罗马教会的统治，认为国家有权干预教会。
霍布斯认为人在自然状态中是侵略者，基于这个推理，政府要强大，法律要严格，执行要有力，这样才能避免人狼性的爆发。
《利维坦》内容概览
第1-5章：人体运作机制：表达唯物主义自然观和一般的哲学观点，说明宇宙是由物质的微粒构成，物体是独立的客观存在，物质永恒存在，既非人所创造，也非人所能消灭，一切物质都于运动状态中
第6章：欲望和恐惧：人们通过权衡欲望和恐惧做出自主选择
第7-11章：人与群体：人类如果在群体之中以及对他人的不同表现所采取的反应
第12-16章：国家的建立：出于人的理性，人们相互间同意订立契约，放弃各人的自然权利，把它托付给某一个人或一个由多人组成的集体，这个人或集体能把大家的意志化为一个意志，能把大家的人格统一为一个人格；大家则服从他的意志，服从他的判断
第17-31章：政府权力，统治和人民
第31章始：论基督教国家与论黑暗王国（指罗马教会）
人類的自然狀態下，有一些人可能比別人更強壯或更聰明，但沒有一個會強壯到或聰明到不怕在暴力下死亡。當受到死亡威脅時，在自然狀態下的人必然會盡一切所能來保護他自己。霍布斯認為保護自己免於暴力死亡就是人類最高的需要，而權力就是來自於這種需要。在霍布斯所描述的「自然狀態」（state of nature）下，每個人都需要世界上的每樣東西，也就有對每樣東西的權力。但由於世界上的東西都是不足的，所以這種爭奪權力的「所有人對所有人的戰爭」（every man is enemy to every man）（war of all against all）便永遠不會結束。而人生在這種自然狀態下便是「孤獨、貧困、污穢、野蠻又短暫的」（solitary, poor, nasty, brutish and short）（xiii）。
但戰爭並不是對人最有利的。霍布斯認為人考慮自身安全和免被他人侵犯而渴望結束戰爭——「使人傾向於和平的熱忱其實是怕死，以及對於舒適生活之必要東西的慾求和殷勤獲取這些東西的盼望」（xiii, 14）。霍布斯認為社會若要和平就必需要有社會契約（Social contract）。霍布斯認為社會是一群人服從於一個人（Single-ruler form）的威權之下，而每個個人（individual）將自然權力交付給這威權，讓它來維持內部的和平、並抵抗外來的敵人。這個主權，無論是君主制（Monarchy）、貴族制（Aristocracy）或民主制（Democracy）（霍布斯較傾向君主制），都必須是一個强而有威信的「利維坦」，即在一個絕對的威權之下，方能令社會契約實行。霍布斯認為，法律的作用就是要確保契約的執行。
利維坦國家在防止侵略、發動戰爭對抗他人、或是任何有關保持國家和平方面的事務上是有無限威權的。至於其他方面，國家是完全不管的。只要一個人不去傷害別人，國家主權是不會去干涉他的（不過，由於在國家主權之上並沒有任何更高的權力，沒有人可以防止國家破壞這規則）。在事實上，這種主權的行使程度是以主權對自然法的責任為限的。雖然主權並沒有立法的責任，但它也有義務遵守那些指定了和平界線的法律（自然法， the law of nature），也因此這種限制使得主權的權威必須遵守一種道德責任。一個主權也必須保持國內的人格平等，因為普通人民都會被主權的光輝所掩蓋；霍布斯將這種光輝與太陽的陽光相比，既然陽光耀眼無比，普通人也會因此褪色。在本質上，霍布斯的政治原則是「不要傷害」，他的道德黃金律是「己所不欲，勿施於人」（xv, 35）。也是從這裡霍布斯的道德觀與一般基督教的黃金律「己所欲，施於人」產生差異，霍布斯認為那只會造成社會混亂罷了。
利維坦寫於英國內戰期間，書裡的大多數篇幅都用於證明強大的中央權威才能夠避免邪惡的混亂和內戰。任何對此權威的濫用都會造成對和平的破壞。霍布斯也否定了權力分立的理想：他認為主權必須有全盤控制公民、軍事、司法、和教會的權力。在利維坦中，霍布斯明確地指出主權擁有改變人民信仰和理念的權威，如果人民不這樣做便會引起混亂。他本人即宣称願意服從主權的命令而改變信仰。
在英文裡，有時候人們會以「霍布斯主義」（Hobbesian）一詞來形容一種無限制的、自私、而野蠻的競爭情況，不過這種用法其實是錯誤的：首先，《利維坦》裡描繪出了這種情況、但僅僅是為了批判之；第二，霍布斯本人其實是相當膽小而書呆子氣的。此外，在利維坦出版後，霍布斯也經常被人用以形容無神論以及「強權就是公理」的觀念，儘管這些都不是霍布斯的初衷。
而且，霍布斯的理論其實更奠基了現代自由主義的政治哲學思想：他提出國家機器所擁有的政治權利歸根到底是源自於人民之間所訂立的社會契約，而社會契約是人民基於對混亂的自由狀態的恐懼而制定的，人民放棄部分個人權力以授予君主 / 國家機器治理社會的最高權力，是一個基於自己理智判斷所作出的自願決定。這根本理念顛覆了當時「君權神授」（Divine rights of kings）和中世紀封建時代「統治者的政治權力源自於神靈的賦予及統治者的美德」的觀念，因為霍布斯觀點強調國家政權的產生及合法性終究到底源於人民（即被統治者）自己的決定。霍布斯理論更奠基了往後的「權力來自被統治者的許可」（Consent of the governed）的理念。

### 爭論

#### 與布蘭豪
在回到英國之後，霍布斯重新開始進行他的哲學原理研究。他在1654年出版了De Corpore，同年也發表了一篇短論文Of Liberty and Necessity，由一名與霍布斯熟識的主教約翰·布蘭豪（John Bramhall）出版。布蘭豪是一名忠誠的阿民念主义者，他在認識霍布斯之後便經常與之辯論，兩人以書信私下往來的方式進行辯論和交換意見，不過霍布斯並沒有公開這些信函。後來一名霍布斯的法國友人偶然間發現了一封霍布斯回信的抄本，便將其公開出版並附上「豪華的讚美言詞」。布蘭豪對此相當不滿，於是在1655年將所有兩人來往的書信都公諸於世（以A Defence of the True Liberty of Human Actions from Antecedent or Extrinsic Necessity為標題出版）。接著霍布斯在1656年寫下了「論點石破天驚」的Questions concerning Liberty, Necessity and Chance回覆主教，這封信或許是第一篇詳細闡述了決定論的心理學原則的文件，霍布斯的理論也成為了自由意志爭論的歷史中重要的一部分。主教在1658年以一篇Castigations of Mr Hobbes's Animadversions回覆，不過霍布斯並沒有注意到這份回覆。

#### 與沃利斯
除了與布蘭豪的爭論外，霍布斯自從於1655年出版De Corpore開始也與其他學者產生不少衝突。在《利維坦》中他挑戰了當時的學術界。在1654年，牛津大學的天文學教授塞思·沃德（Seth Ward）在一篇名為Vindiciae academiarum的文章中回覆了霍布斯對於學術界的挑戰。霍布斯在De Corpore哲學原理中的許多錯誤—尤其是在數學上的錯誤也招致了幾何學教授約翰·沃利斯的批評。沃利斯在1655年出版的Elenchus geomeiriae Hobbianae中詳細解釋了霍布斯哲學原理的錯誤，他批評霍布斯以邏輯推理的方式作為數學演算的主軸，並揭露了霍布斯在數學上的許多漏洞。由於霍布斯在演算上缺乏精確的計算，造成他經常使用證據不足的假設來解決原理的問題，由於他的興趣只限於幾何學上，因此他對於數學的整體領域並沒有很清楚的概念。這些問題都使得霍布斯的哲學原理大受批評。最後霍布斯在1656年發行英文版本的De Corpore時便刪除了一些被沃利斯揭發的嚴重錯誤，但他仍然在1656年的Six Lessons to the Professors of Mathematics一系列文章裡反駁沃利斯的批評。沃利斯接著寫了一篇論文反駁霍布斯的論點，並趁著霍布斯發行De Corpore英文譯本的期間繼續批評他在數學上的錯誤，霍布斯則以數篇論文反擊。但沃利斯輕易的以一篇回覆（Hobbiani puncti dispunctio, 1657）擊倒霍布斯的論點。最後霍布斯拒絕再回覆沃利斯，兩人的爭論暫時停息。
霍布斯在1658年發表了他的哲學原理的最後一個部分，將他已經計畫二十年之久的整套原理加以總結。他在De Homine一書裡闡述了整套原理的運作，這套哲學原理也與他在政治哲學上的主張相連。同時期沃利斯則發表了微積分的一般原理（Mathesis universatis, 1657）。這時研究工作已經告一段落的霍布斯決定再度挑起爭論，他在1660年春季再度發起攻勢，將六篇論文以Examinatio et emendatio mathematicae hodiernae qualis explicatur in libris Johannis Wallisii為標體出版，批評當時新的數學分析方式。不過這次沃利斯並沒有上當，選擇沉默以對。霍布斯接著試著提起另一個古老的數學問題—加倍立方體問題（Doubling the cube），他私下從法國一位匿名人士信中得知了問題的解答，試圖以這個問題混淆他的批評者。但很快的沃利斯便公開的駁倒了這個解答。霍布斯在1661年底重新以拉丁文出版了這一系列論文（並稍微修改之）並加上替自己辯護文章，在這本名為Dialogus physicus, sive De natura aeris的書中霍布斯還攻擊了罗伯特·波义耳及其他沃利斯的朋友。這次霍布斯改變一貫論調，主張波义耳等人的實驗紀錄—1660年的New Experiments touching the Spring of the Air只不過是證實了他早年提出的推測理論，他並且警告這些新生代的「學者」必須接手他早年未完成的研究進度，否則既有的實驗結果便會毫無進展。然而波义耳等人很輕易的便駁倒了這種站不住腳的批評，緊接著沃利斯寫了一篇名為Hobbius heauton-timorumenos（1662）的諷刺作品來挖苦霍布斯。在這次慘痛教訓之後霍布斯便不再參與科學界的爭論了。
...

#### 幾何學
在經過一段時間的沉寂後，霍布斯又開始了他人生中第三階段的爭議行動，並且一直維持至他九十歲為止。第一份引發爭議的文章是在1666年發表的De principiis et ratiocinatione geometrarum，霍布斯以此攻擊當時的幾何學界教授。三年之後他將他的三篇數學論文集中於Quadratura circuli, Cubatio sphaerae, Duplicitio cubii發表，很快的這些文章再度被沃利斯駁倒，但霍布斯仍不放棄，又出版了回應批評的版本，但沃利斯仍在當年年底再次駁倒新的版本。這一系列的爭論一直要維持至1678年為止。

### 晚年
除了出版大量論述欠佳而又飽受批評的數學和幾何學著作之外，霍布斯也繼續撰寫並出版哲學的著作。在1660年英國王政復辟後，「霍布斯主義」這一詞開始被用於稱呼那些「反對熱愛道德和信仰」的態度。剛復辟的年輕國王查理斯二世幼年時曾經是霍布斯的弟子，在他想起霍布斯後，他將霍布斯召至王宮並賞賜他£100的退休金。
在1666年，英国下议院通過了一項對所有無神論者和「不敬神者」不利的法案，這時查理斯國王再次保護了霍布斯免受迫害。當時霍布斯的《利維坦》被視為是無神論和褻瀆的代表作，霍布斯很擔心會被貼上異教徒的標籤，於是他燒掉了許多可能會對自己不利的文稿。這次危機也使霍布斯開始檢視異端的真相，他將研究結果集合於三篇簡短的論文上，並將其收錄至拉丁文版《利维坦》的附录中，於1668年在阿姆斯特丹出版。在這幾篇論文中霍布斯指出，除了違反尼西亞信經以外其他的理論都不能被視為異端，並且主張《利維坦》一書仍然符合尼西亞信經的原則。近年来，《利维坦》的拉丁文版日益受学者重视，因为其中保存了一些霍布斯晚年对其早期理论的发展和补充。
由於國王的庇護，下議院通過的法案最後並沒有對霍布斯造成太大傷害，不過霍布斯從此不能在英格蘭發表任何有關人類行為的著作了。他在1688年的著作由於無法通過英格蘭的出版品審查機構，只得改在阿姆斯特丹出版。其他的許多著作則要直到他死後才得以出版。有時候霍布斯甚至被禁止回覆他在學術辯論中遭受的批評。儘管如此，霍布斯在國外的名聲非常高，當時前往英格蘭旅遊的學者和名人都會抽空拜訪霍布斯，向這位老哲學家表達敬意。
霍布斯最後的作品是在1672年出版的一篇拉丁文自傳，同時他還將奥德赛翻譯為四本「粗劣的」英文譯本，並在1675年完成了整套奧德賽和伊利亚特的翻譯。
霍布斯在1679年染上了膀胱疾病，並且死於接踵而來的中風發作，享耆壽91歲。他被葬在德貝郡一座教堂的墓地裡。

## 重要著作
- 1629. 翻譯修昔底德的《伯罗奔尼撒战争史》
- 1650. The Elements of Law, Natural and Political, 寫於1640年
  - Human Nature, or the Fundamental Elements of Policie
  - De Corpore Politico
- 1651-8. Elementa philosophica
  - 1642. 《论公民》（De Cive） （拉丁文）
  - 1651. Philosophical Rudiments concerning Government and Society （《论公民》的英文譯本）
  - 1655. De Corpore （拉丁文）
  - 1656. De Corpore （英文翻譯）
  - 1658. De Homine （拉丁文）
- 1651. 利維坦，或教會國家和市民國家的實質、形式和權力. Online. （页面存档备份，存于）
- 1656. Questions concerning Liberty, Necessity and Chance
- 1668. 利維坦的拉丁文翻譯
- 1675. 翻譯荷马的奥德赛和伊利亚特為英文
- 1681. 死後出版的Behemoth, or The Long Parliament （寫於1668年）。

## 外部連結
- 托馬斯·霍布斯的作品  - 古騰堡計劃
- Luminarium: Thomas Hobbes （页面存档备份，存于）  生平、著作、論文
- 霍布斯 （页面存档备份，存于）  在網路哲學百科
- 霍布斯 （页面存档备份，存于）  在哲學記載
- 霍布斯 在經濟思想史網站.
- Hobbes Moral and Political Philosophy （页面存档备份，存于）  在史丹佛哲學百科
- 傳記 在奧勒岡州立大學
- 利維坦 - 古腾堡计划